# Făclia
Făclia (antiguamente Făcria) es una localidad rumana de la comuna de Saligny, en el condado de Constanța.

## Toponimia
El antiguo nombre del lugar puede encontrarse escrito con grafías como Făcria y Facria. Pasó a llamarse Făclia.

## Historia
Hacia comienzos del siglo XX, la localidad, que ya por entonces pertenecía al condado de Constanța, formaba parte de la comuna de Tortoman y tenía contabilizada una población de 120 habitantes.
En la segunda mitad del siglo XX la localidad había pasado a formar parte de la comuna de Saligny. En el censo de 2021 la localidad tenía una población de 761 habitantes.